# Akihiro Miwa
Akihiro Maruyama (丸山 明宏, Maruyama Akihiro, Nagasaki, Prefectura de Nagasaki, 15 de maig de 1935), més conegut pel nom artístic Akihiro Miwa (美輪 明宏, Miwa Akihiro), és un cantant, actor, compositor, autor i drag queen.

## Carrera
Miwa va començar la seva carrera als 17 anys com a cantant de cabaret professional al districte de Ginza a Chūō, Tòquio, després d'haver-se traslladat a la ciutat el 1952. Va començar a treballar en diverses discoteques cantant les seves cançons franceses preferides, com les d'Édith Piaf, Yvette Guilbert i Marie Dubas.
Miwa es va fer molt conegut el 1957, després del seu gran èxit "Me Que Me Que", que incloïa una sèrie de blasfemies que no s'utilitzaven als mitjans de comunicació en aquell moment. També es va fer famós per la seva bellesa efeminada, que el va convertir en un èxit entre els mitjans de comunicació, i va realitzar un espectacle mensual a Shibuya Jean-Jean anomenat "Akihiro Miwa no Sekai" ("El món d'Akihiro Miwa") des dels anys 70 fins al seu tancament a 2000, així com una gira pel Japó.

## Activisme social
A més de la seva carrera d'entreteniment, Miwa també ha escrit molts llibres, i és conegut pels seus comentaris, sovint molt crítics, sobre qüestions socials, el govern i la guerra, havent estat a Nagasaki en el moment del bombardeig el 1945, però havent escapat relativament il·lès.
Miwa estava en contra de la legislació militar japonesa de 2015 i del règim del primer ministre Abe, afirmant que "el primer ministre Abe i els que van votar pel LDP haurien d'anar al front com a soldats japonesos en primer lloc". Miwa també critica el militarisme japonès a la Segona Guerra Mundial a causa de les experiències de la seva infància. No obstant això, Miwa ha manifestat el seu suport als valors espirituals i culturals japonesos, destacant la importància de principis de la cultura japonesa com el Kojiki, el Nihon Shoki, el bushido i l'esperit del poble japonès, i el seu suport a la seva restauració al Japó de la postguerra. .

## Yoitomake no Uta
El 1964, Miwa va llançar per primera vegada ["Yoitomake no Uta"] Error: {{Transliteration}}: transliteration text not Latin script (pos 8: ヨ) (ajuda) ("La cançó dels Yoitomake") després de d'un espectacle en un petit poble miner, a causa de l'error d'un productor. Tot i que al principi no estava del tot disposat a actuar, es va emocionar en veure els obrers que havien vingut a veure'l, havent comprat les seves entrades amb el petit sou que rebien llavors. Miwa estava "avergonyit [d'ell mateix], de peu davant d'ells amb [la seva] roba extravagant", i també que no tenia una cançó "per a ells".
Aquesta experiència el va inspirar a escriure "Yoitomake no Uta", així com la seva regla de no transvestir-se ni portar cap de les seves robes extravagants o maquillatge habituals quan cantava aquesta cançó vestint, en canvi, la roba pobra i fosca d'un nen de la segona postguerra mundial i tenyint els seus cabells grocs a un negre més natural.
La cançó va ser un gran èxit: una cançó de treball que parla de l'amor d'una mare pel seu fill mentre treballa com a "yoitomake", així com la determinació d'un nen de no deixar que l'esforç de la seva mare es faci malbé després de rebre burles per ser fill d'una "yoitomake". La història es basa en una història d'un amic de la infància de Miwa i va ser criticada per l'aleshores NAB (Associació Nacional d'Emissores Comercials del Japó) per utilitzar diverses paraules "discriminatòries", entre les quals es trobava "yoitomake" una d'elles. Finalment, la cançó va ser prohibida a les emissions comercials, la qual cosa va indignar els espectadors i el mateix Miwa, que afirmaven que estava sent jutjada per una paraula del títol, i no pel contingut.
Després que es fessin nombroses versions de la cançó per artistes com Kyu Sakamoto i Kuwata Keisuke, "Yoitomake no Uta" va emetre a tot el país a la 63a edició del NHK Kōhaku Uta Gassen, de 2012. Miwa va aparèixer amb el seu vestit vell i senzill, semblant a un showboy, cantant a les fosques amb només una llum tènue per tal que el públic amb prou feines distingeís la seva cara, a petició seva.

## Televisió i cinema
Tot i que Miwa és més conegut com a cantant de cabaret, també ha aparegut en diverses pel·lícules, començant com a noi de la bugaderia a la pel·lícula Fūryū Kokkei-tan: Sennin Buraku el 1961 amb el seu nom real. També va aparèixer a la pel·lícula de Shuji Terayama Aomori-ken no Semushi Otoko, de 1967. El 1968 va protagonitzar i va compondre el tema principal de Kinji Fukasaku, Black Lizard, basada en l'adaptació escènica de la novel·la de Yukio Mishima, Edogawa Rampo. Mishima també va tenir un cameo a la pel·lícula com a cadàver embalsamat. L'any següent va fer una altra pel·lícula amb Fukasaku, Black Rose Mansion.
En els darrers anys ha donat veu als personatges de les pel·lícules d'anime d'èxit internacional de Hayao Miyazaki, La princesa Mononoke i El castell ambulant, i va aparèixer a la pel·lícula Takeshis, de Takeshi Kitano del 2005. El març de 2007 va interpretar el paper de l'emperadriu Sisi a l'obra L'aigle à deux têtes, de l'escriptor Jean Cocteau al Parco Theatre de Shibuya. El 2009, Miwa va donar veu al Pokémon Arceus a la pel·lícula Pokémon: Arceus i la joia de la vida.
Del 2005 al 2010, va ser copresentador de l'exitós programa setmanal de televisió Ōra no izumi (La primavera de l'aura) juntament amb el conseller espiritual Hiroyuki Ehara i el membre de Taichi Kokubun. Tot i que el programa es va emetre inicialment com a programa nocturn, la seva popularitat el va elevar a un horari de màxima audiència el 2007.